# Estádio José Martín Olaeta
O Estádio José Martín Olaeta é um estádio multi-esportivo localizado em Rosario, maior cidade da província de Santa Fe, na região central da Argentina. A praça esportiva usada principalmente para o futebol pertence ao Argentino de Rosario, foi inaugurada em 1944 e tem capacidade para cerca de 12.500 torcedores.

## História

### Inauguração
Em 15 de abril de 1944, o Argentino de Rosario inaugurou seu estádio, o José Martín Olaeta, e fez sua estreia nos campeonatos oficiais da Associação do Futebol Argentino (AFA), em partida contra o All Boys válida pelo Torneo de Ascenso, na época, a segunda divisão profissional do futebol argentino.

### Origem do nome
O nome do estádio é uma homenagem a José Martin Olaeta, o dirigente mais importante da história do clube. Pepe, como era conhecido, foi peça fundamental na afiliação do clube na Associação do Futebol Argentino (AFA) em 1944 e na construção do estádio que leva seu nome.

## Localização
O estádio do Argentino de Rosario encontra-se localizado no bairro Sarmiento (antigo Sorrento), entre as ruas Mercante, Artigas e Manzini, e a Avenida Sorrento, na cidade de Rosario.